# Carpophage cuivré
Ducula myristicivora
Espèce
Statut de conservation UICN

 LC  : Préoccupation mineure
Le Carpophage cuivré (Ducula myristicivora) est une espèce d'oiseaux appartenant à la famille des Columbidae.

## Description
Cet oiseau mesure 41 à 43 cm de longueur pour une masse de 540 g environ. Il ne présente pas de dimorphisme sexuel.
La tête, le cou et le haut de la poitrine sont gris argenté pâle teinté de rose. L'arrière de la calotte et la nuque sont rose pâle (seulement chez la sous-espèce type). Le manteau, le dos, les couvertures alaires et le croupion sont vert émeraude métallique avec des reflets bleus ou bronze. Les rectrices et les rémiges primaires et secondaires sont vert noirâtre à bleu noirâtre. Le bas de la poitrine et le ventre sont rose grisâtre. Les iris sont bruns. Le bec est noire avec une protubérance. Les pattes sont rouge foncé.

## Répartition
Cet oiseau peuple l'île de Gebe (Moluques) et îles Raja Ampat.

## Habitat
Cet oiseau fréquente les forêts primaires et secondaires, les mangroves et de nombreux boisements.